# Lieux des Animaux fantastiques
Pour un article plus général, voir Univers des Animaux fantastiques.
Cet article présente les principaux lieux introduits dans la série de films Les Animaux fantastiques depuis 2016. Il présente également un résumé des événements marquants qui s'y déroulent et la manière dont ces lieux ont été conçus pour le cinéma.

## New York
L'intrigue du premier épisode est ancrée dans la société américaine en 1926, et plus particulièrement dans la ville de New York.

### Macusa

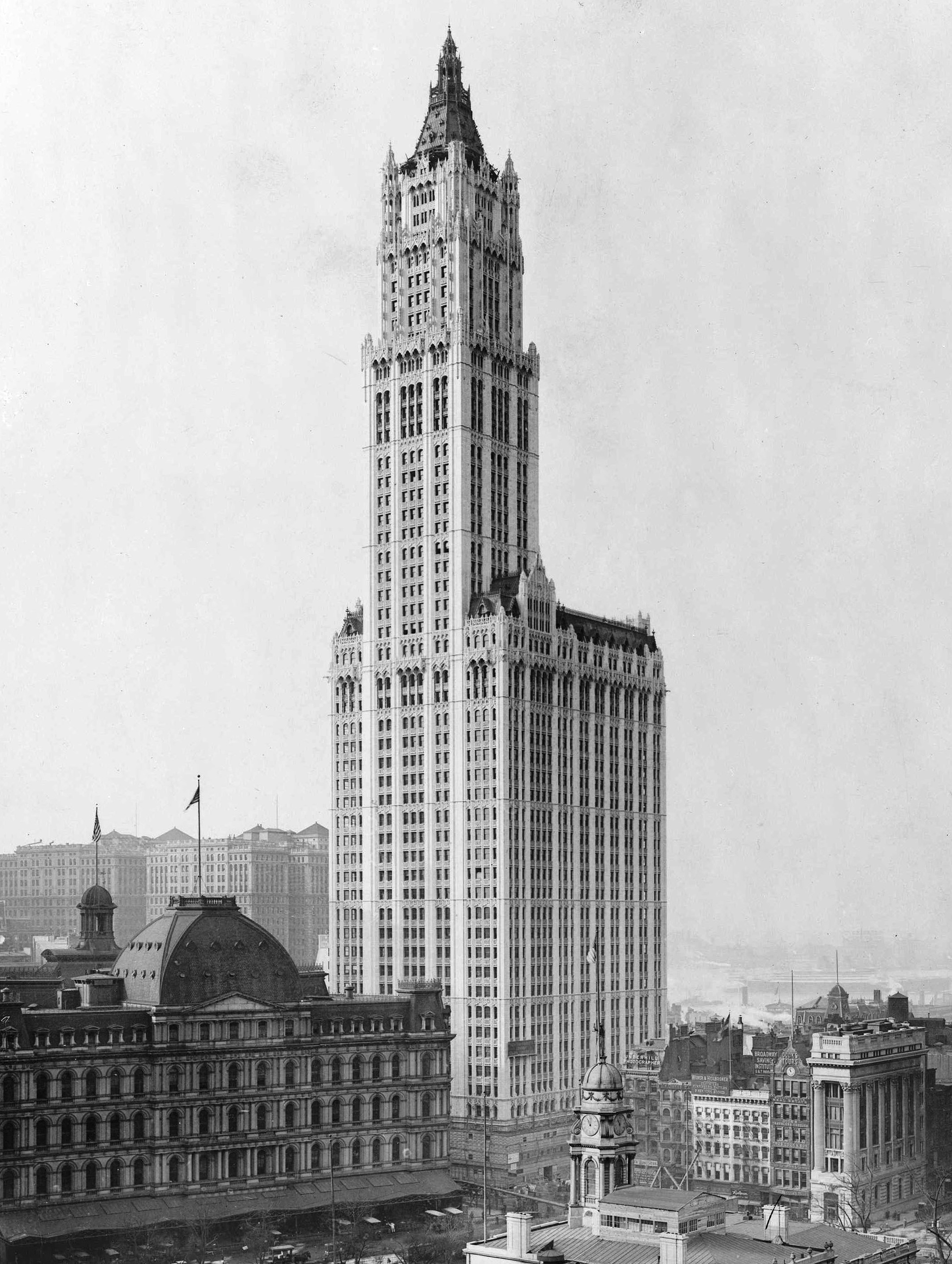
Le Woolworth Building dans les années 1910.

Le Congrès magique des États-Unis d'Amérique (Magical Congress of the United States of America, abrégé MACUSA ou Macusa) est situé dans le Woolworth Building à Broadway. Il est composé d'une assemblée de personnes compétentes pour débattre de questions d'ordre magique et créer des lois qui dirigent et protègent les sorciers américains. Cette assemblée a été créée en 1693, après les procès de Salem. Elle est basée sur le modèle du Conseil des sorciers de Grande-Bretagne — qui a précédé le Ministère de la Magie — et est dirigée par un président (Séraphine Picquery dans le film Les Animaux fantastiques). Le symbole du Congrès magique est un aigle américain.
Le hall est vaste, aux plafonds très hauts et voûtés. Le portrait de la présidente du MACUSA est affiché en hauteur, derrière un immense cadran à rouages qui affiche diverses indications, notamment le niveau de risque d'exposition aux « non-maj » (américains sans pouvoirs magiques). Des chouettes et des hiboux circulent en permanence dans le hall et des elfes de maison y utilisent des appareils à plumes pour cirer les baguettes magiques des sorciers.
Pour créer le hall du MACUSA dans le premier film, les concepteurs ont conservé l'aspect du Woolworth Building, en supprimant les différents étages pour vider l’intérieur du bâtiment et ainsi créer une atmosphère de cathédrale. Le marbré rayé des murs serait d'ailleurs inspiré de celui de la cathédrale de Sienne. Au centre du hall se trouve un mausolée rappelant l'Albert Memorial, abritant une sculpture en bronze qui évoque Les Bourgeois de Calais de Rodin, en clin d’œil aux sorcières de Salem.

#### Service des affaires majeures
C'est une salle occupée la plupart du temps par la présidente Séraphine Picquery et des Aurors haut placés. Un plan métallique de New York s'y allume pour dévoiler les « zones d'activité magique intense ».
Tina Goldstein conduit Norbert Dragonneau brièvement auprès de Séraphine Picquery et Percival Graves, au service des affaires majeures du MACUSA, pour une infraction « 3A » du Code national du secret magique, puis dans le bureau des permis de port de baguette magique où elle travaille, ainsi que dans le bureau en pentagramme, un peu plus tard dans l'intrigue.

#### Bureau en pentagramme
C'est une grande salle au sol de marbre située au sommet du MACUSA. Elle est aménagée à la manière d'une ancienne salle de parlement (la Chambre des lords américaine) et les sorciers du monde entier s'y regroupent. Tina Goldstein interrompt une réunion pour livrer Norbert Dragonneau et Jacob Kowalski à la présidente du MACUSA. Ils s'y font tous les trois arrêter.

#### Central Dactylo
Le central Dactylo (ou bureau des permis de port de baguette) est situé dans les niveaux souterrains du MACUSA. Tina Goldstein y est affiliée, en tant qu'officier fédéral. C'est un espace où les machines à écrire fonctionnent toutes seules et où les documents qu'elles rédigent circulent sous forme de rat origami. Ces rats de papier se déplacent ensuite à travers un enchevêtrement de tuyaux.

#### Cellule des condamnés
Contrairement au ministère de la Magie britannique, le Congrès magique des États-Unis applique la peine de mort, et l’exécution des prisonniers condamnés s'effectue dans une salle du MACUSA, selon un rituel qui pourrait être apparenté à celui de la chaise électrique. Le gouvernement magique américain ne dispose pas d'une prison de sorciers comme Azkaban.
C'est dans cette pièce que sont conduits Norbert Dragonneau et Tina Goldstein pour être exécutés, après l'interrogatoire de Percival Graves. La cellule blanche se situe au bout d'un long couloir sombre aux parois métalliques. Elle contient un fauteuil suspendu au-dessus d'un bassin rempli d'une potion de mort. Tina se retrouve prisonnière au-dessus de la surface. Norbert appelle donc un démonzémerveille pour servir d'intermédiaire et éviter à Tina d'entrer en contact avec la potion.

### Banque

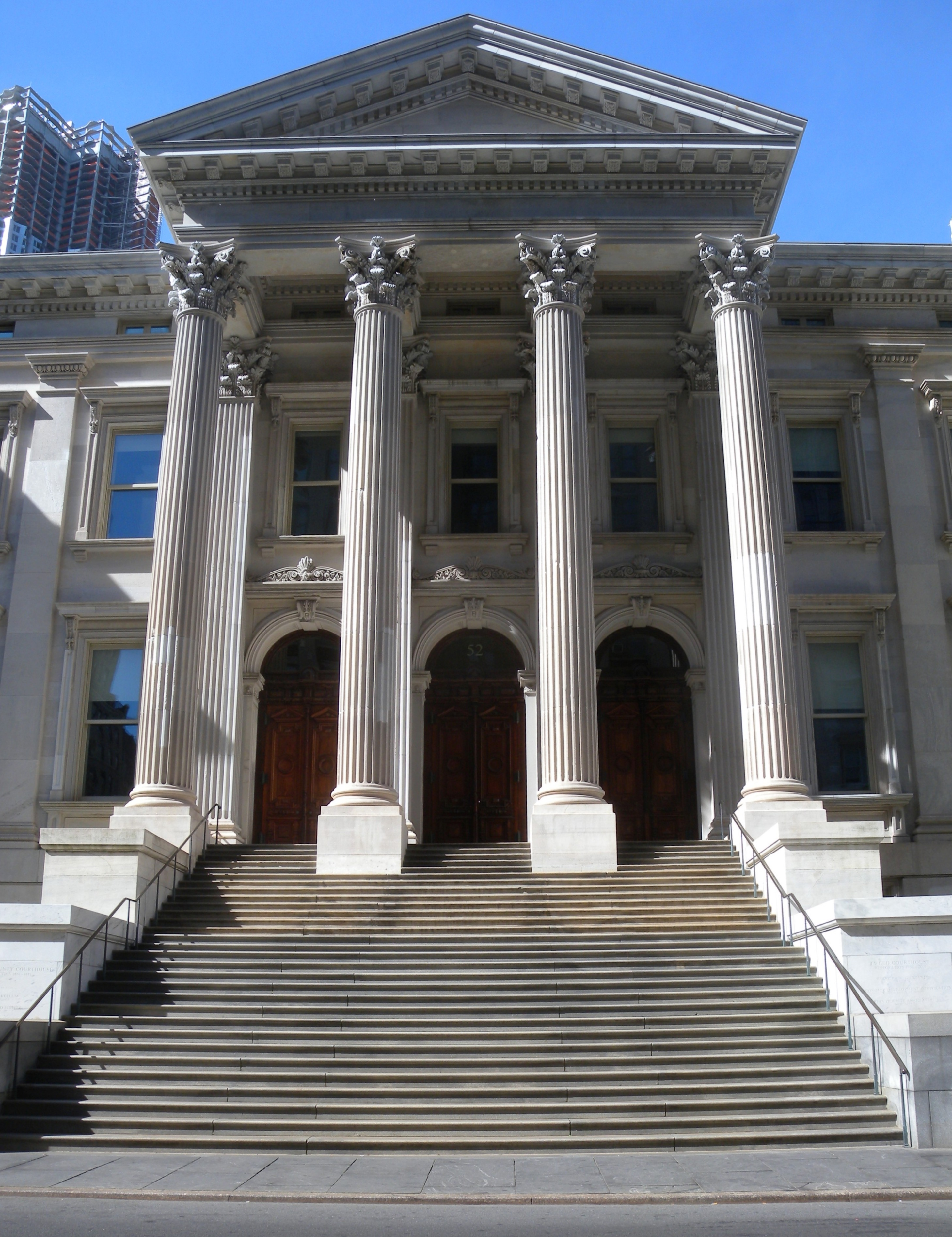
Le palais de justice Tweed de Manhattan, ayant servi de modèle pour la banque.

Mary-Lou Bellebosse fait un discours pour la Ligue des Fidèles de Salem devant les marches de la City Bank (ou Steen National Bank) de New York au moment où un niffleur s'échappe de la valise de Norbert Dragonneau. La banque est le lieu de rencontre entre Norbert et Jacob Kowalski, alors que celui-ci se rend dans le bureau de Monsieur Bingley, le directeur de la banque, pour lui montrer un échantillon de ses pâtisseries faites maison.
L'atrium de la banque est vaste et comprend des comptoirs dorés derrière lesquels s'activent les employés. Le hall comprend également plusieurs piliers, des ascenseurs et des chariots chargés de sacs d'argent très convoités par le niffleur en fuite. Une étroite cage d'escalier conduit aux coffres.
Pour le premier film, la partie inférieure de la façade de la banque a été construite aux studios Leavesden et la partie supérieure a été créée par ordinateur. Des images du palais de justice Tweed de Manhattan ont servi d'exemple pour concevoir un modèle tridimensionnel.

### Église des Fidèles de Salem
Il s'agit du lieu hébergeant l'organisation anti-sorcellerie menée par Mary-Lou Bellebosse. L'église est remplie d'objets liés à l'association des Fidèles de Salem, notamment des tracts et une banderole comportant son symbole  : « des mains qui tiennent une baguette magique brisée, au milieu de flammes rouge et jaune étincelantes ».
C'est une petite église en bois d'apparence misérable, comportant des fenêtres dissimulées et un balcon en mezzanine. Une grande cloche est installée à l'extérieur pour sonner l'heure des repas. Le bâtiment comporte plusieurs salles et la plus grande contient une longue table à laquelle les orphelins prennent leur repas.

### Tour Shaw

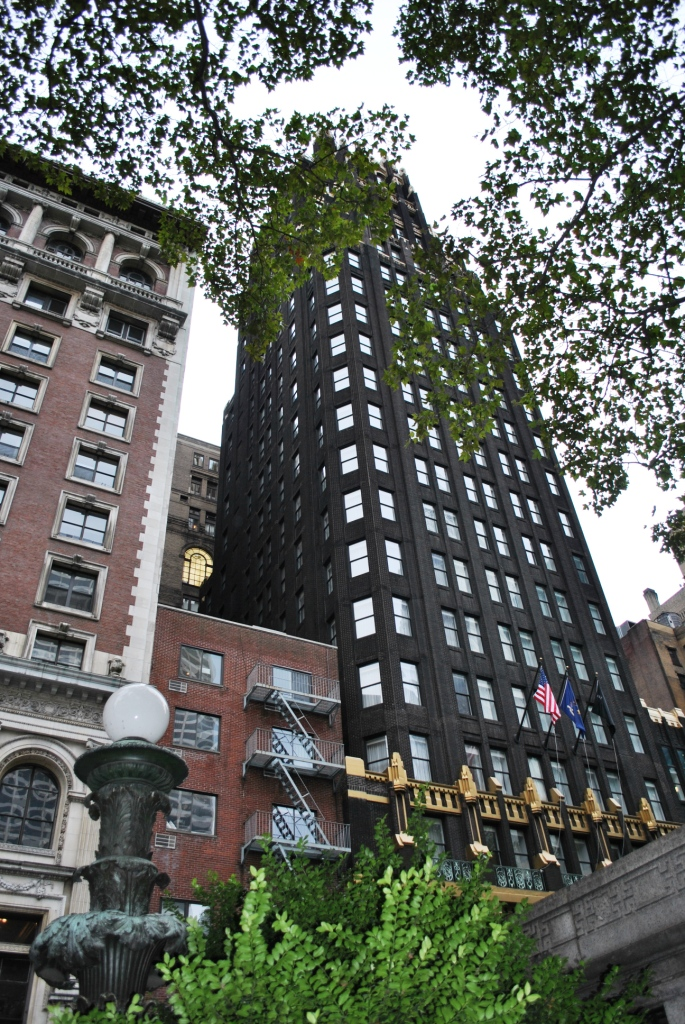
L'American Radiator Building a servi de premier modèle pour la tour Shaw.

Il s'agit d'un empire de presse au décor Art déco étincelant, dirigé par Henry Shaw Senior. L'espace se compose de nombreux bureaux de journalistes. Au fond de la salle de rédaction, au dernier étage de la tour, se situe le bureau de Shaw Senior, derrière une double porte. C'est une pièce imposante, avec vue sur la ville de New York et sur Trinity Place. Pour le premier film, l'extérieur de la tour fut d'abord inspiré de l'American Radiator Building de Manhattan, avant d'adopter un aspect plus « blafard ». L'intérieur du bureau de Shaw contient des meubles exotiques et décorations chinoises, très en vogue au cours des années Art déco.
Mary Lou Bellebosse s'y rend avec ses enfants adoptifs et Langdon, l'un des fils d'Henry Shaw, pour tenter de convaincre ce dernier de la nécessité de dévoiler à la population, par le moyen des journaux, l'existence de la sorcellerie et ses dangers.

### Appartement des Goldstein
Les deux sœurs Tina et Queenie Goldstein logent dans un appartement d'aspect pauvre, à l'étage d'une grande maison avec logeuse. L'appartement dispose d'une cheminée et est égayé au quotidien par la magie : un fer à repasser s'activant tout seul, Queenie ensorcelant les ingrédients pour qu'ils sortent des placards et se cuisinent eux-mêmes. La maison est située dans une rue bordée de bâtiments rouge-brun.
L’appartement est basé sur les conditions de vie historiques dans les logements new-yorkais pendant la période de l'immigration. L'équipe du film s'est inspirée du 97 Orchard Street, Tenement Museum (en), en rendant l'endroit un peu plus chaleureux,,.

### Hôtel de ville
C'est à cet endroit que le sénateur Henry Shaw prononce son discours. Le hall est grand et richement décoré. Les murs comportent des emblèmes patriotiques. Lors du discours du sénateur, le hall arbore une grande affiche à son effigie au-dessus d'une scène, accompagnée de son slogan « L'avenir de l'Amérique ». Le sénateur s'y fait mortellement attaquer par un obscurial.

### Le Cochon Aveugle
Il s'agit d'un bar clandestin miteux et bas de plafond, situé au bout d'une rue chargée de détritus. Pour s'y rendre, Tina, Norbert, Queenie et Jacob descendent quelques marches vers un sous-sol, et actionnent une porte emmurée dissimulée derrière une affiche de débutante en robe du soir. Une gobeline chanteuse de jazz s'y produit, accompagnée de musiciens gobelins. Un elfe de maison assure le service. Les quatre amis s'y rendent pour monnayer Gnarlak afin de savoir où aurait pu être aperçue la demiguise de Norbert, Dougal.
Norbert, en y écoutant Tina, apprend plus de choses sur son passé d'Auror et la raison pour laquelle elle s'est vue rétrogradée au rang d'officier.

### Macy's
Le Macy's est un grand magasin situé aux alentours de la Cinquième Avenue. Ses vitrines, décorées à l'occasion de Noël, arborent des vêtements et accessoires de mode chics. C'est à cet endroit que les quatre protagonistes retrouvent la demiguise de Norbert, qui entreprend de voler des bonbons. Ils la suivent jusqu'à l'entrepôt situé dans les combles : un vaste grenier aux hautes étagères remplies de services de table et vaisselle en faïences et porcelaines.

### Station de métro de l'hôtel de ville

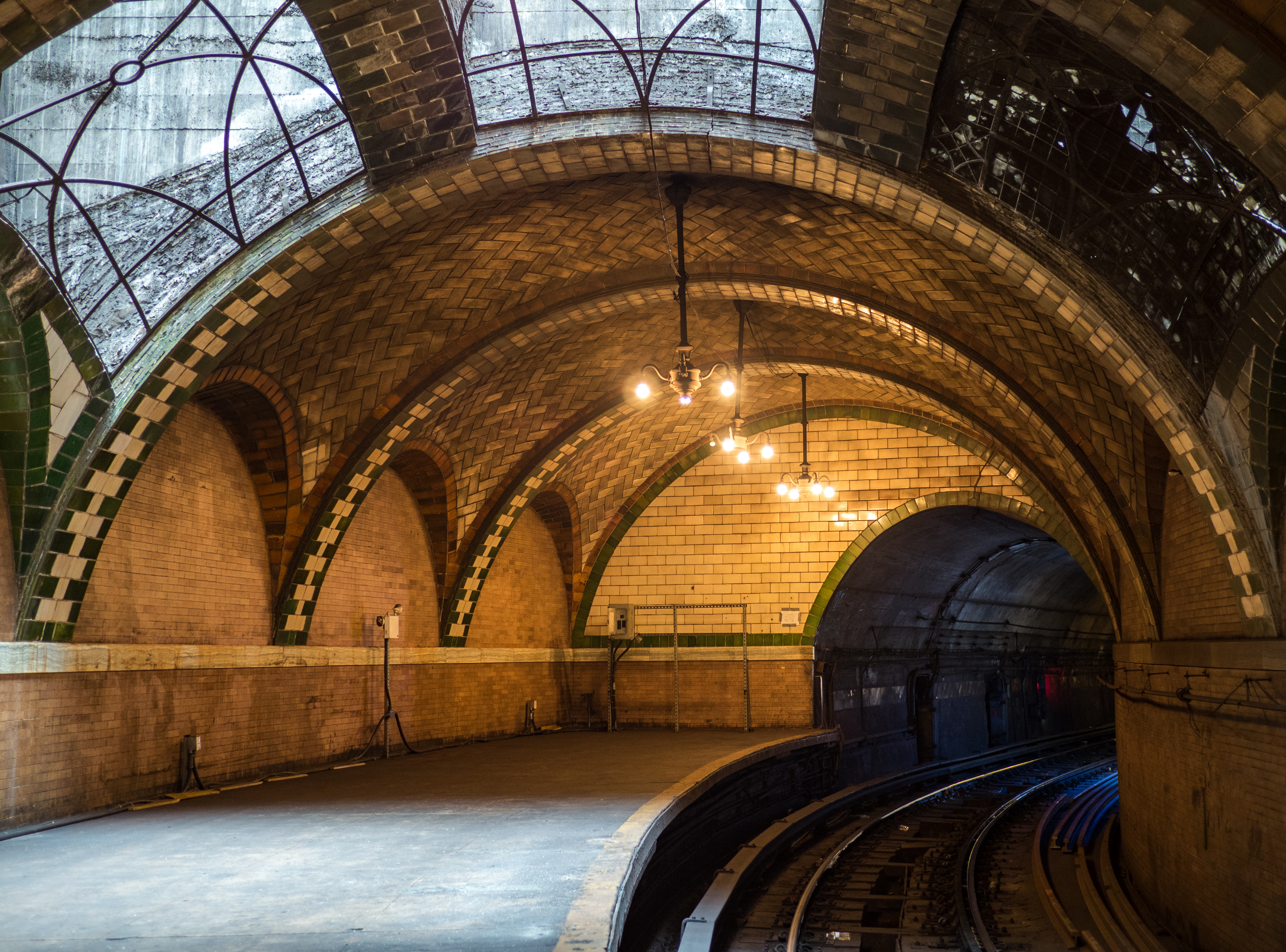
La station de métro City Hall de New York.

Croyance Bellebosse se réfugie dans la station de métro de l'hôtel de ville après avoir été identifié en tant qu'obscurial. Il est alors rapidement rejoint par Norbert Dragonneau qui tente une approche.
La station est un tunnel de style Art déco recouvert de mosaïques et éclairé par un lustre. Elle est en partie détruite à la suite du combat entre Percival Graves et Dragonneau, et par le déchaînement de l'obscurus.

### Boulangerie Kowalski
Située dans le Lower East Side, la boulangerie est tenue par Jacob Kowalski, qui réalise son rêve, à la fin de l'histoire, en ouvrant sa propre enseigne. Des pains, viennoiseries et pâtisseries, aux formes imaginaires et originales : des pains en forme d'Éruptif, des beignets Niffleur, des Bretzels-Occamy, des Demiguises glacées à la manière des gâteaux polonais, etc.
Queenie Goldstein vient rendre visite à Jacob après qu'il a été oublietté, mais l'homme semble avoir un « éclair de mémoire » en l'apercevant, et lui sourit.

### Zoo de Central Park
Norbert Dragonneau et Jacob Kowalski sont amenés à se rendre au zoo de Central Park pour y récupérer une femelle d'éruptif échappée de la valise.
Le chef décorateur Stuart Craig précise qu'en 1926, il s'agissait plus précisément d'une ménagerie de petits animaux, puisque le véritable zoo de Central Park n'avait pas encore été inauguré.

## Londres

### Ministère de la Magie britannique
Norbert se rend dans une salle d'audience du ministère de la Magie britannique dans le but de recevoir une nouvelle autorisation de voyager à l'étranger.

### Maison de Norbert Dragonneau
Norbert habite dans une maison en brique située dans une rue victorienne de Londres. L'appartement en lui-même est assez rudimentaire, puisque Norbert passe l'essentiel de son temps dans la ménagerie située en sous-sol, auprès des créatures qu'il soigne avec l'aide de son assistante Bunty lorsqu'il rentre au pays.
Le sous-sol est gigantesque, comprenant un escalier complexe, des arcades en pierre et un grand bassin d'eau noire destinée à un Kelpy.

## Paris
L'intrigue du second épisode, sorti en 2018, se déroule principalement à Paris,, à partir de 1927.

### Ministère des Affaires Magiques

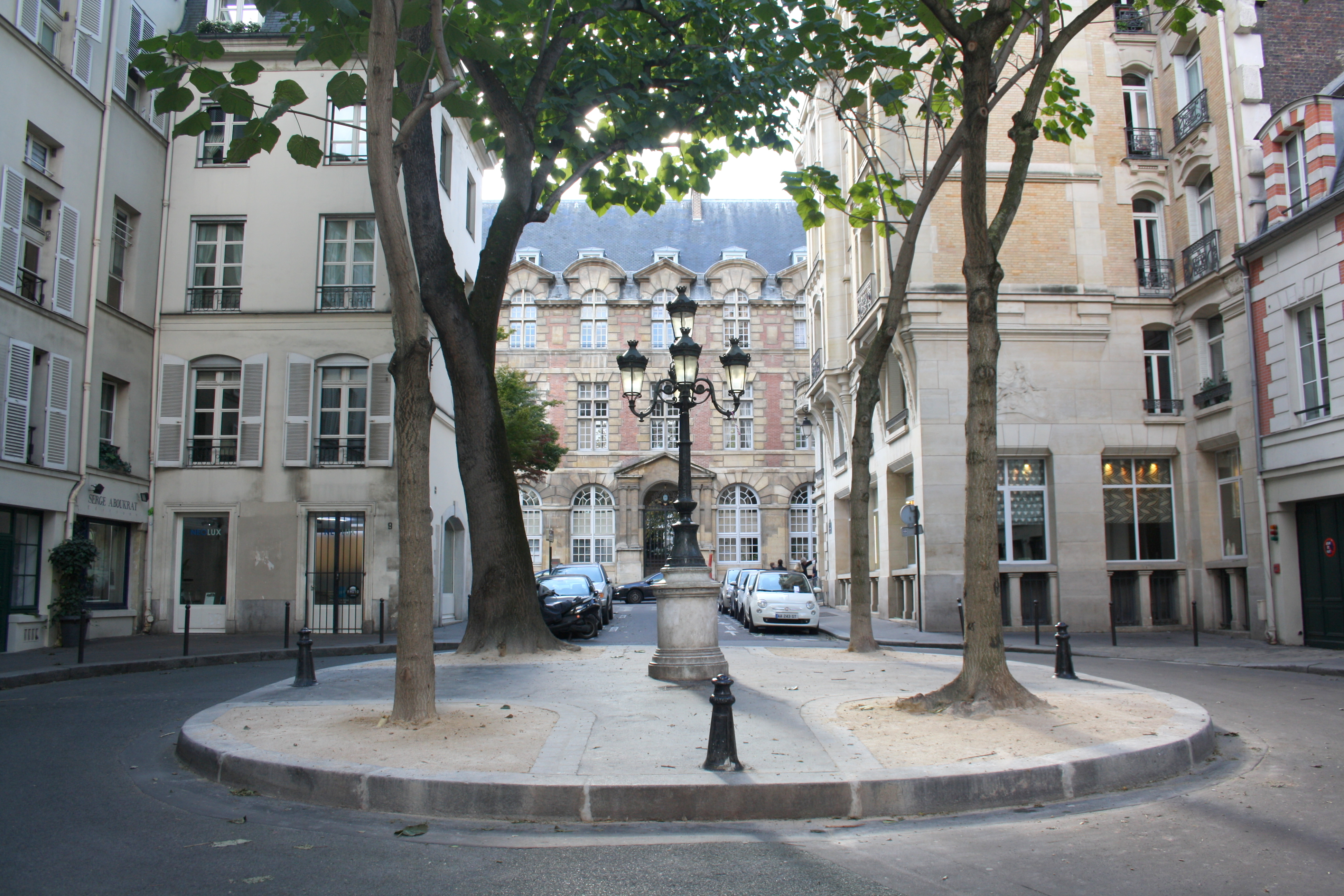
L'entrée principale du ministère des Affaires Magiques se situe sur la place de Furstemberg.

Le ministère des Affaires Magiques est l'équivalent français du ministère de la Magie britannique. Son entrée principale se situe en place de Furstemberg où trois racines d'arbre sortent de terre autour d'une fontaine Wallace pour former un ascenseur en forme de cage à oiseaux, conduisant les sorciers au sous-sol,. L'architecture sous dômes de verre du ministère est similaire à celle du Grand Palais. Les motifs, à l'intérieur du dôme, reproduisent des constellations.
Le ministère comprend notamment une grande salle d'archives généalogiques, dans un atrium situé au troisième niveau en sous-sol. La salle est fermée par une double porte sculptée avec des motifs d'arbres et gardée par une vieille femme. Elle comprend de nombreux casiers en colonnes pivotantes et mouvantes, sculptées en forme d'arbre, qui évoquent la lisière d'une forêt. Les casiers contiennent des parchemins, des prophéties, des boites et des mallettes diverses. Norbert, Tina et Leta s'y rendent pour obtenir des informations sur la famille Lestrange.
Le sceau du ministère est à l'effigie de la Marianne, figure symbolique de la République française.

### Place cachée de Montmartre
La place cachée est accessible par une statue animée en bronze verdi, représentant une femme en robe ample, sur un piédestal en pierre. Les sorciers, vêtus en Moldus, traversent son socle situé dans le quartier de Montmartre(à la manière de la barrière de King's Cross), pour se retrouver sur une alternative magique de Paris.
La rue Claudel est une rue commerçante composée de diverses boutiques à caractère magique, notamment un magasin de vêtements, d'accessoires de quidditch (Gaston McAaron) ou de chaudrons (Monsieur Sanfin), une librairie, un fabricant de baguettes magiques (Cosme Acajor), un apothicaire (Dr Aziz Branchiflore), une ménagerie (Le Corbeau mystique), ainsi qu’une confiserie enchantée (K. Rammelle). C'est également dans cette rue que se trouve le bar appelé Le Griffon Buveur.

#### Cirque Arcanus
Le cirque Arcanus - Monstres et bizarreries (en anglais Circus Arcanus - Museum of Human Oddities) est une ménagerie aux monstres itinérante tenue par le cynique Skender. Plusieurs lieux d'installation en 1927 ont été mentionnés : la rue Claudel, la rue Girardon, et le « croisement du Boulevard Voltaire et de la rue Richer ». Lorsque la troupe quitte New York pour se rendre à Paris, Croyance Bellebosse se joint à elle. Le cirque présente au public de nombreux phénomènes et créatures parmi lesquels se trouve Nagini la Maledictus, une femme atteinte d'une malédiction du sang et capable de se transformer en serpent. Un Zouwu s'échappe du cirque à la suite d'un incident.

### Appartement des Moldus parisiens

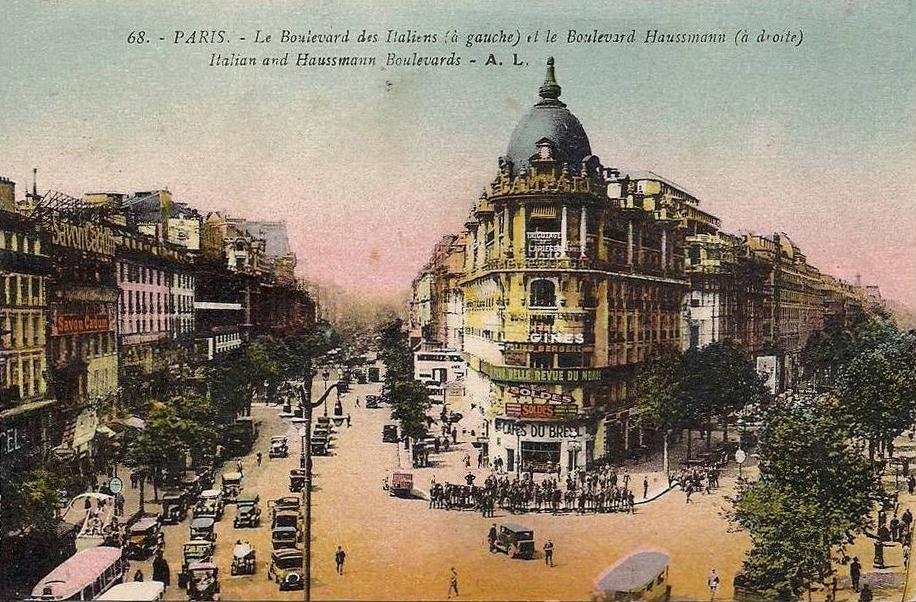
Le boulevard Haussmann (où Grindelwald occupe un appartement), ici au carrefour Richelieu-Drouot dans les années 1920.

Gellert Grindelwald et ses disciples occupent, dès leur arrivée à Paris, un appartement bourgeois du XIXe siècle, après avoir assassiné la famille moldue qui y résidait.
Dans le script, le nom de la rue n'est pas précisé. Pour le film, le directeur artistique Stuart Craig a vraisemblablement suggéré un appartement situé sur le boulevard Haussmann, où Grindelwald est aperçu au début du film.

### Cimetière du Père-Lachaise
C'est dans ce cimetière que se trouve le mausolée de la famille Lestrange, un caveau dont le linteau de pierre de son entrée comporte un corbeau sculpté et qui contient plusieurs sarcophages, ainsi que la tombe de marbre de Corvus Lestrange Sr..
Une ouverture dans le mur du mausolée mène à un grand amphithéâtre souterrain aux gradins en pierre, qui comprend de nombreux autres accès. C'est à cet endroit que Gellert Grindelwald fait un discours et lance un cercle de flammes, devant ses disciples et les héros présents, afin de convaincre le plus grand nombre de sorciers de le rejoindre.

### Maison de Nicolas Flamel

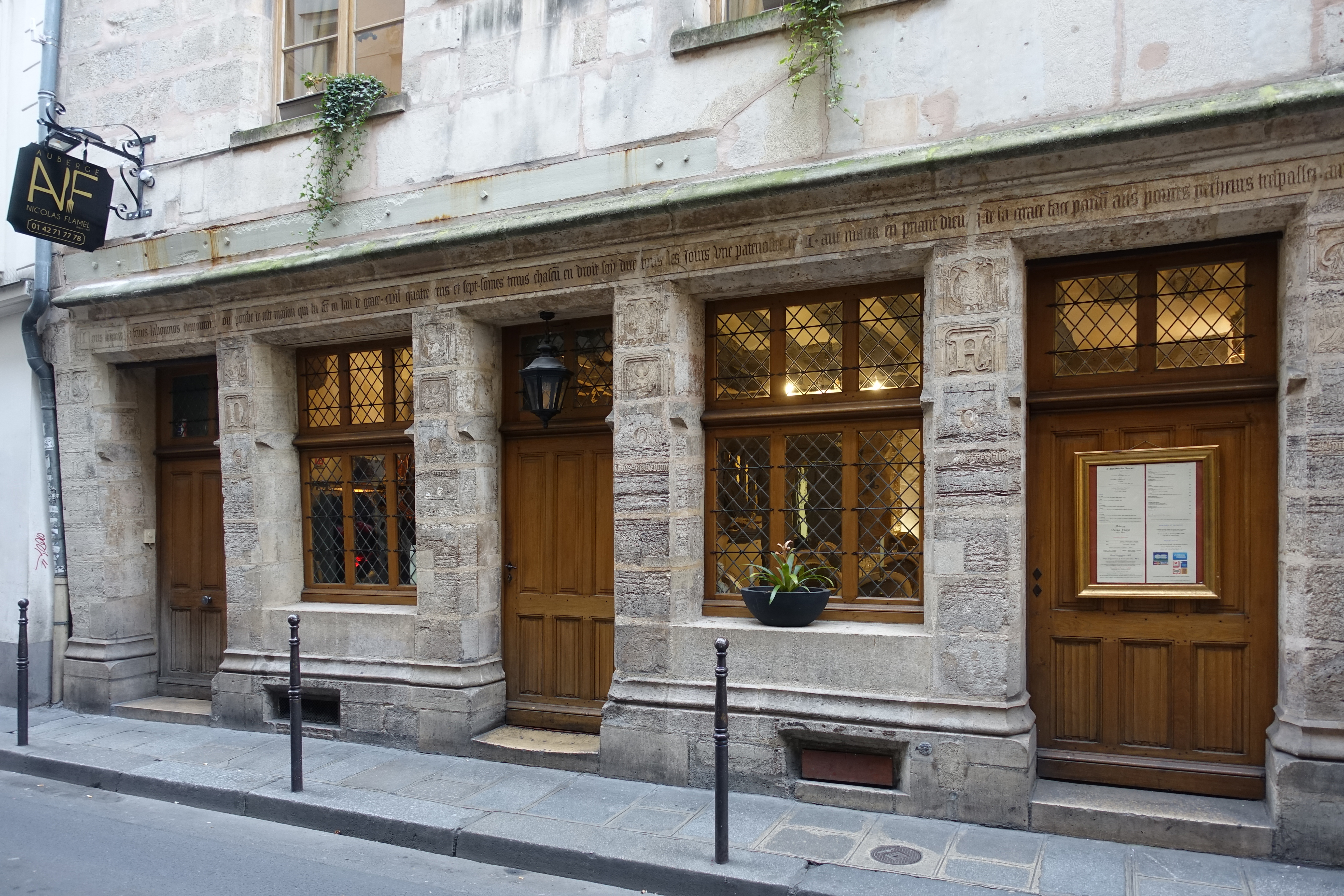
Maison de Nicolas Flamel (« le grand pignon »), au 51 rue de Montmorency. L'équipe du film a choisi de reconstruire une maison d'aspect plus bancal et médiéval, tout en la situant dans l'histoire au même numéro de la rue.

Albus Dumbledore transmet à Norbert Dragonneau l'adresse de son ami Nicolas Flamel.
Sa maison est située rue de Montmorency. Elle est composée notamment d'un laboratoire d'alchimie — où la pierre philosophale repose sur un présentoir sous cloche de verre, — et d'un salon médiéval sur les murs duquel des tapisseries représentent des silhouettes animées et des runes. La boule de cristal de Flamel permet à Jacob d'apercevoir l'endroit où se trouve Queenie.
La maison « réelle » de Nicolas Flamel (la dernière existante) est située au 51 rue de Montmorency, dans le 3e arrondissement de Paris. Il s'agit de la plus ancienne maison de la ville, abritant aujourd'hui un restaurant. J. K. Rowling, qui s'est rendue sur place avant le tournage, a souhaité reprendre la même rue que celle où — d'après ses recherches — Flamel aurait véritablement vécu et se serait, selon la légende, consacré à l'alchimie. Pour les besoins du film, le directeur artistique Stuart Craig et son équipe ont situé le personnage au même numéro de la rue, mais ont opté pour une maison d'aspect plus ancien et bancal que celle encore existante à cet endroit : « [Flamel] a 600 ans. Nous l'avons donc installé dans une maison à colombages, avec des poutres en chêne, comme on en trouvait à Paris au XVe siècle », précise Craig.

## Berlin

### Ministère de la Magie allemand

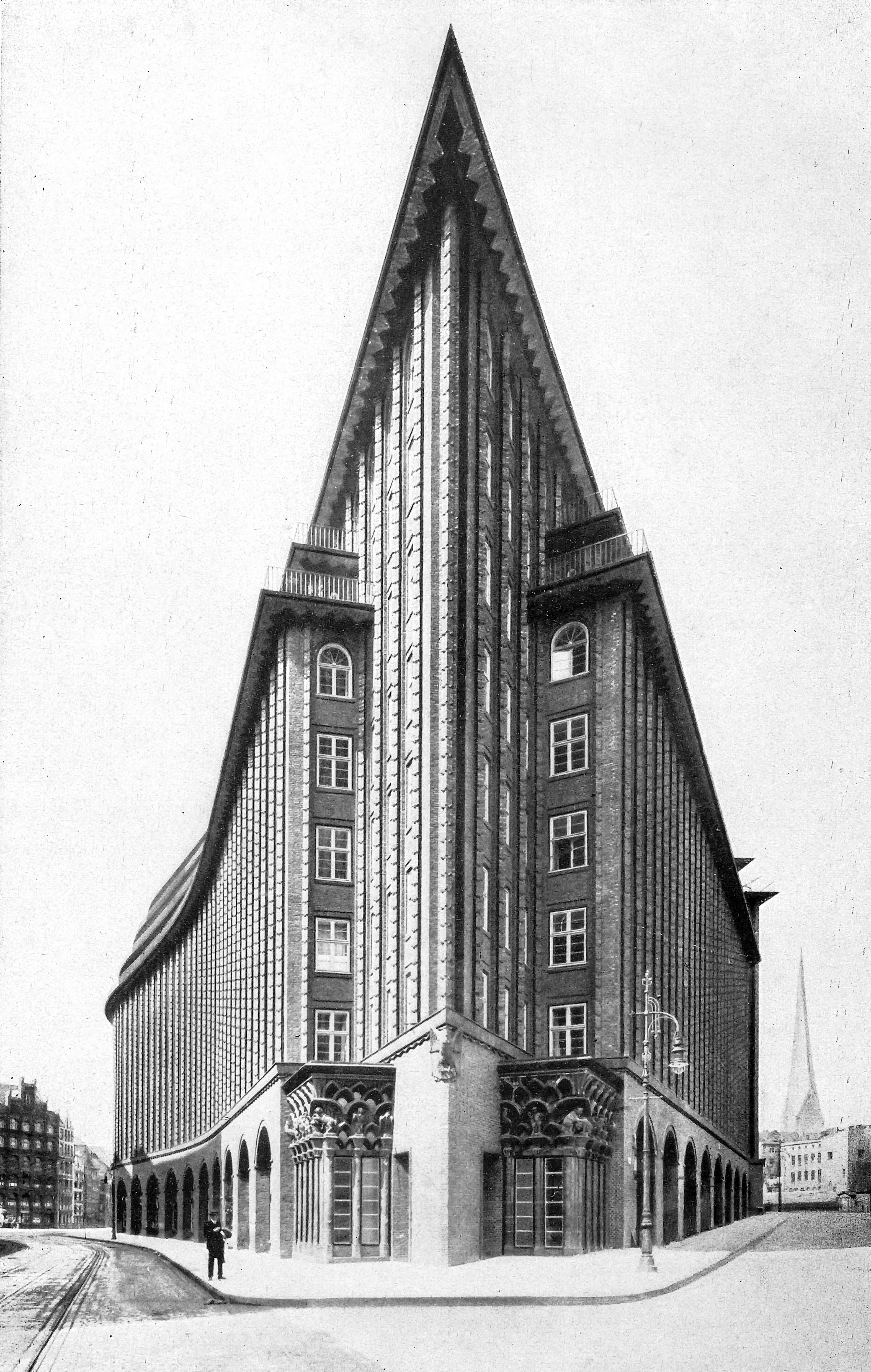
La Chilehaus dans les années 1930.

Le ministère de la Magie allemand (en allemand : Deutsches Ministerium für Magie) est situé à Berlin. Un grand parvis de style néoclassique pourtour l'entrée du ministère, clôturé par dix statues en bronze alignées en arc de cercle. Quatre de ces statues sont inspirées de quatre héros de légendes nordiques : Siegfried, Wotan, Brunhilde et Parsifal. Le bâtiment du ministère est composé de plusieurs salles, dont des quartiers administratifs aux parois vitrées ainsi qu'une grande salle de réception décorée d'immenses lustres (inspirés de ceux du palais du Reichstag) et de deux grands triptyques de peintures à l'huile représentant la mythologie du monde des sorciers. Les extérieurs du ministère, de forme triangulaire et composés de nombreuses colonnes, sont inspirés de la Chilehaus à Hambourg et plus généralement de l'architecture allemande des années 1930. 
Le ministère de la Magie allemand exploite aussi illégalement l'ancienne prison d'Erkstag, située dans une vieille rame de métro sous la capitale allemande.
En 1932 (dans Les Secrets de Dumbledore) le ministre allemand et chef suprême de la Confédération Internationale des Sorciers, Anton Vogel, accueille les candidats à l'élection de la Confédération au ministère de Berlin lors d'un dîner officiel, parmi lesquels Gellert Grindelwald. Au cours de ce dîner, une tentative d'assassinat de la candidate Vicência Santos est commise.

### Prison d'Erkstag
Erkstag est une prison pour sorciers utilisée par le ministère de la Magie allemand et située dans une ancienne station du U-Bahn à Berlin. Censée être hors service et déclassée, la prison reste secrètement en activité car toujours employée par le ministère. 
Un gardien confisque les effets personnels de chaque personne qui y entre et leur donne une lanterne contenant un ver lumineux à la durée de vie aléatoire. La caverne où sont enfermés les sorciers abrite également une manticore, qui dévore les détenus dont la lanterne est amenée à s'éteindre.
Thésée Dragonneau y est enfermé dans Les Secrets de Dumbledore, avant d'être délivré par Norbert.

## Autres lieux

### Local de Norbert Dragonneau
Le local d'étude de Norbert Dragonneau se situe à l'intérieur même de sa valise magique, qu'il peut donc transporter partout. Norbert y invite Jacob Kowalski pour le soigner d'une morsure de Murlap.
Lorsqu'il se glisse à l'intérieur, Norbert descend un escalier et se retrouve dans une petite cabane en bois comportant un lit de camp, des bocaux d'échantillons, des filets et cordes et des outils accrochés aux murs. Sur un bureau sont posés une vieille machine à écrire, des manuscrits et un bestiaire médiéval. S'y trouvent également des dessins et photographies animées accrochés aux murs, ainsi que des sacs et caisses de nourriture, notamment des « croquettes pour Veaudelunes ». Pour créer la cabane de Norbert, les concepteurs du film se sont inspirés de la cabane de Hagrid, qu'ils avaient déjà réalisée pour les films Harry Potter. La cabane de Norbert contient un certain nombre d'objets rapportés de ses voyages.
À l'extérieur de la cabane se trouve une sorte de parc animalier aussi vaste qu'un petit hangar à avions, où chacune des créatures hébergées dispose de son propre habitat reproduit par magie, comme un morceau du désert d'Arizona pour l'oiseau-tonnerre du nom de Frank.

### Château de Nurmengard (Autriche)
Le château de Nurmengard, situé en Autriche, est la demeure de Grindelwald. Posé à flanc de falaises au cœur des Alpes orientales et entouré d'une muraille, ce château à l'architecture gothique est d'allure lugubre et austère. L'édifice est composé notamment d'une cour d'entrée, de plusieurs cellules de prison, d'une salle des tapisseries ainsi que d'un salon richement meublé,. Grindelwald y accueille ses alliés (comme Croyance Bellebosse et Queenie Goldstein après son discours au cimetière du Père-Lachaise en 1927, ou Anton Vogel et Yusuf Kama en 1932...), mais y enferme aussi ses opposants politiques. Après sa défaite, en 1945, Nurmengard est totalement transformé en prison[réf. nécessaire] et Grindelwald y est lui-même emprisonné, et ce jusqu'à sa mort en 1998,.

### Chambre Magistrale de Sorcellerie Ancienne (Bhoutan)
La Chambre Magistrale de Sorcellerie Ancienne, ou Académie de sorcellerie ancienne (en anglais : Magistral Chamber of Ancient Wizardry), est le siège de la Confédération Internationale des Sorciers, plus haut lieu de rassemblement et de refuge du monde magique. Elle se situe au royaume du Bhoutan, au sein d'un temple bhoutanais situé à la cime d'un sommet montagneux de l'Himalaya sacré appelé le « Nid d'Aigle » (en anglais : Eyrie),. C'est là-bas qu'était élu le Chef suprême de la Confédération au cours de la cérémonie de la Marche du Qilin,,.
C'est à la Chambre Magistrale de Sorcellerie Ancienne que se rendent les candidats Vicência Santos, Liu Tao et Gellert Grindelwald en 1932 pour savoir l'issue du vote qui élirait le nouveau Chef suprême remplaçant l'actuel ministre allemand Anton Vogel.
Selon Dumbledore, c'est au Bhoutan que « l'une de notre magie la plus importante a ses origines ».

### Poudlard (Écosse)
Poudlard est l'école de magie britannique où Albus Dumbledore enseigne la défense contre les forces du Mal dans les années 1920. Différents personnages s'y rendent dans Les Crimes de Grindelwald pour le rencontrer.
Note : Cette école est le lieu principal de l'intrigue de la série romanesque Harry Potter, située dans les années 1990.